# Сан-Томмазо-Апостоло (титулярная церковь)

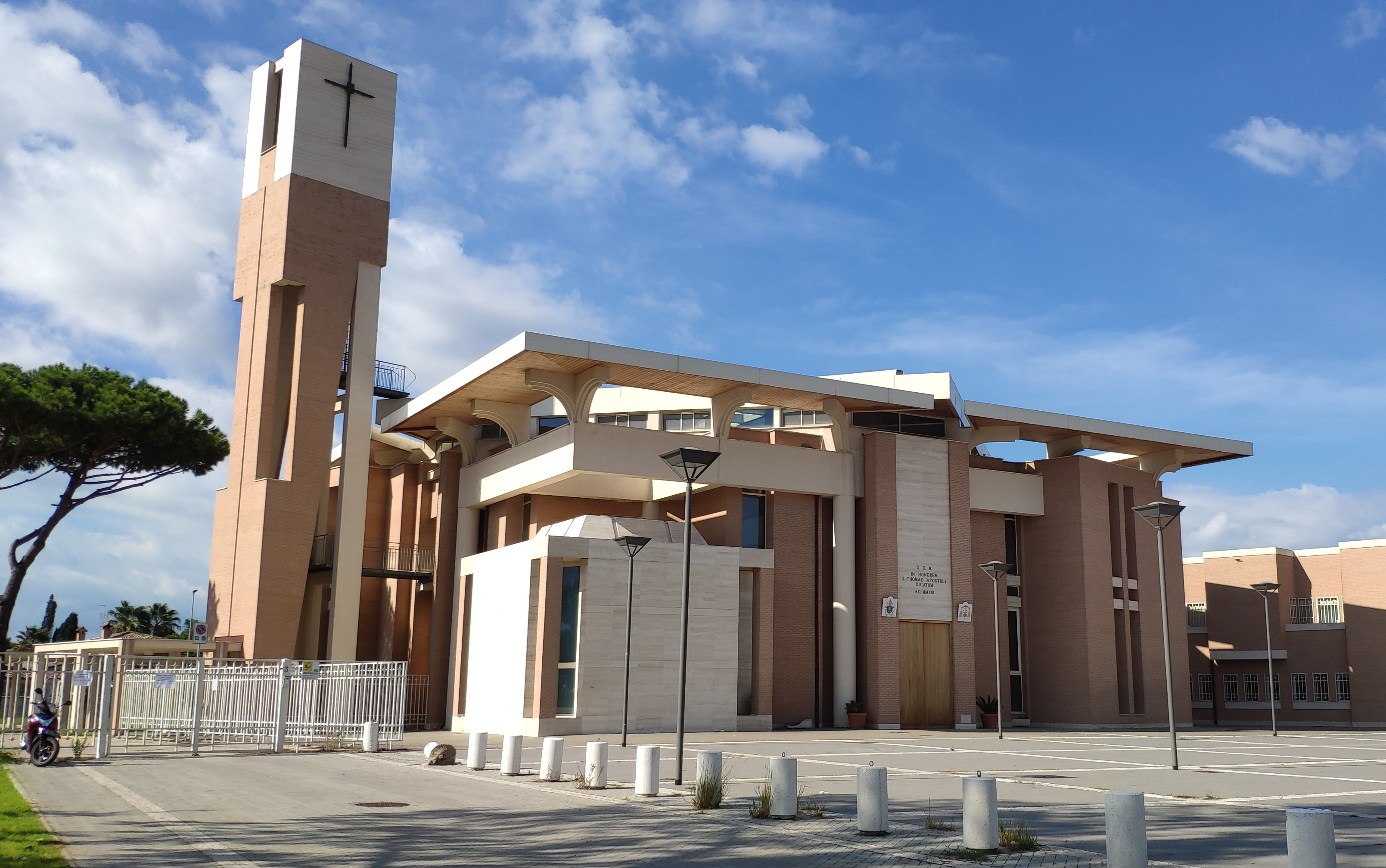

Титулярная церковь Сан-Томмазо-Апостоло (лат. Titulus Sancti Thomæ Apostoli) — титулярная церковь была создана Папой Франциском 14 февраля 2015 года. Титул принадлежит церкви Сан-Томмазо-Апостоло, расположенной в городской зоне Рима Инфернетто, на виа А. Мариани.

## Список кардиналов-священников титулярной церкви Сан-Томмазо-Апостоло
- Пётр Нгуен Ван Нён — (14 февраля 2015 — по настоящее время).